# Medazzaland
Medazzaland är det nionde studioalbumet av den brittiska gruppen Duran Duran, utgivet 1997. De släpptes bara i USA där det som bäst nådde en 58:e plats. Det spelades in under en turbulent tid i gruppens historia som resulterade i att  John Taylor lämnade bandet under inspelningen. I England blev Out of My Mind en mindre hit tack vare att den fanns med på soundtracket till filmen The Saint (Helgonet) medan USA-singeln Electric Barbarella inte ens tog sig in på topp-50 listan. Bandet som nu enbart bestod av Simon Le Bon, Nick Rhodes och Warren Cuccurullu experimenterade med elektronisk och akustisk musik. Titellåten är den enda låten i gruppens historia där Nick Rhodes sjunger istället för Simon Le Bon.

## Låtlista
1. "Medazzaland"  – 3:53
2. "Big Bang Generation"  – 4:44
3. "Electric Barbarella" – 5:19
4. "Out of My Mind" – 4:20
5. "Who Do You Think You Are?" – 3:27
6. "Silva Halo" – 2:28
7. "Be My Icon" – 5:15
8. "Buried in the Sand" – 4:19
9. "Michael You've Got a Lot to Answer For" – 4:09
10. "Midnight Sun"  – 3:41
11. "So Long Suicide" – 4:39
12. "Undergoing Treatment" – 3:05

## Medverkande
Duran Duran :
- Simon Le Bon - sång
- Nick Rhodes - keyboards, sång (1)
- Warren Cuccurullo - gitarr, basgitarr

Övriga medverkande: 
- John Taylor - basgitarr (1, 2, 10, 13)
- Steve Alexander - trummor